# Tale (Albanien)
Tale (albanisch auch Talja) ist ein Küstenort in der Gemeinde Lezha in Nordalbanien. Das Dorf liegt rund fünf Kilometer westlich von Shënkoll und zehn Kilometer südwestlich von Lezha.

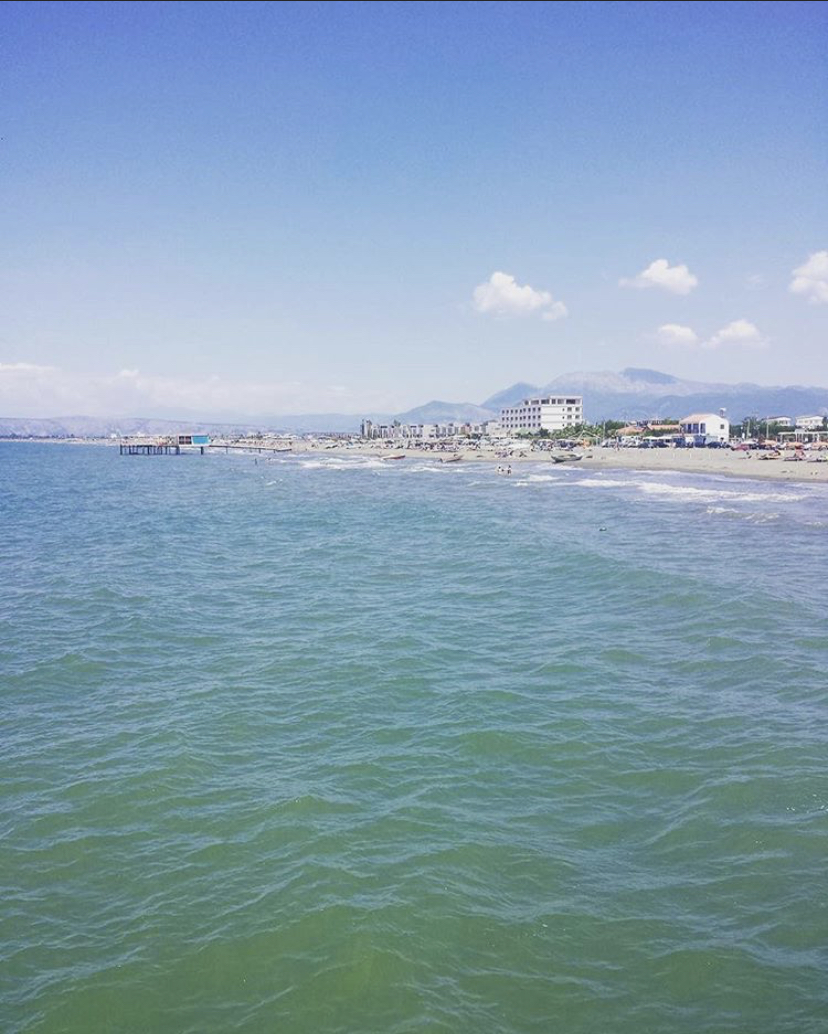
Strand von Tale

Tale liegt am Drin-Golf des Adriatischen Meeres. Am breiten, flachen und feinsandigen Strand gibt es einige Hotels und Restaurants für Badende, das Gebiet ist aber im Vergleich zu anderen Küstenabschnitten des Landes nur wenig touristisch erschlossen.
Die flache Küstenebene zwischen den Flüssen Mat im Süden und Drin im Norden war früher von Sümpfen geprägt. Nördlich von Tale, an der Mündung des Drin, gibt es noch immer ein großes Feuchtgebiet mit Lagungen und Sümpfen, das Reservat Kuna-Vain-Tale.
Unterschieden werden die Ortsteile Tale № 1 und das weiter westlich liegende Tale № 2, die durch Altwasser des Mat getrennt sind. Der heutige Ort entwickelt sich vor allem am Strand etwas nördlich dieser Ortsteile. Bis 2015 gehörte Tale zur Gemeinde (komuna) Shënkoll, die dann mit den anderen Gemeinden des Kreises Lezha vereinigt wurde.